# أماكن عبقرية

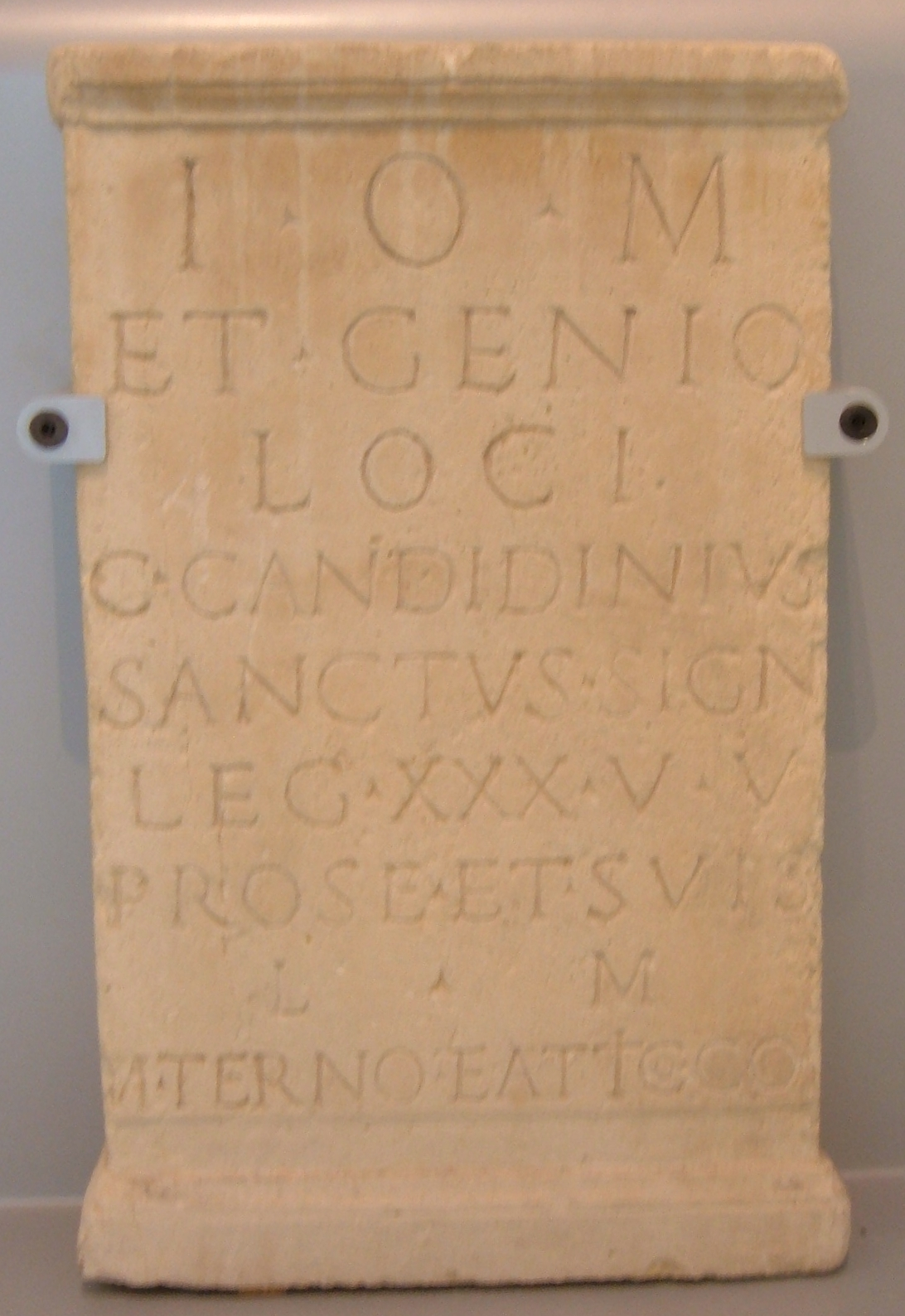
نقش فوري على كوكب المشتري أوبتيموس ماكسيموس والموقع العبقري من قبل سينيفر ليجيو أكس أولبيا فيكتريكس بالنيابة عن نفسه وعن فيلق نفسه أثناء قنصلية ماترنوس وأتيكوس (185م

أماكن عبقرية (بالإنجليزية: Genius loci) الديانة الرومانية الكلاسيكية (Genius loci)، كانت الروح الحامية في مكان ما عبارة عن بيئة عبقرية. وكثيرًا ما كانت تصور في علم الأيقونات الدينية على أنها شخصية تحمل سمات مثل القرنية، أو باتيرا (وعاء التشهير)، أو الأفعى. العديد من التارات الرومانية وجدت في جميع أنحاء الإمبراطورية الرومانية الغربية كانت مخصصة لموقع عبقري معين. لقد تطورت الطوائف الامبراطورية الرومانية للإمبراطور والبيت الامبراطوري بشكل جزئي في صلات مع التضحيات التي قدمتها جمعيات الجوار للعبقرية المحلية. وكانت هذه المقاطعات المحلية التي بلغ عددها 265 مقاطعة منتظمة في مختلف أنحاء منطقة لارس كومبيتاليس (أرواح حامية أو أرواح من تقاطع الطرق)، والتي حوّلها الإمبراطور أغسطس إلى لارس أوغستي إلى جانب العبقري أوغستي. ثم يعتبر عبقرية الإمبراطور كمجال عبقري للإمبراطورية الرومانية ككل.
يمكن العثور على أمثلة رومانية لهذه الجنية، على سبيل المثال، في كنيسة سانت جايلز، توكنهام، ويلتشاير حيث يتم تصوير المكان العبقري على أنه تخفيف في جدار كنيسة نورمان بنيت من المواد الرومانية. وهذا يدل على أن «عبقري روماني شاب ذو شعر مجعد كان يعمل في حالة راحة عالية، ويحمل كورنوكوبيا في يده اليسرى وباتيرا في يمينه»، والذي تم تحديده عن طريق الخطأ على أنه أسكليبيوس.

## الاستخدام الآسيوي
لا تزال الروح المعنوية للأماكن في آسيا يتم تكريمها حتى يومنا هذا في مزارات الأعمدة الحضرية، ومنازل الروح في الهواء الطلق، والمزارات المنزلية والتجارية في الأماكن المغلقة.

## الاستخدام الغربي
في الاستخدام المعاصر، يشير المكان العبقري عادة إلى الغلاف الجوي المميز للموقع، أو «روح المكان»، وليس بالضرورة روح الوصي. مثال على الاستخدام المعاصر قد يكون على غرار «الضوء يكشف الأماكن العبقرية في مكان».

## الفن والهندسة المعمارية
جعل ألكسندر بوب من الأماكن العبقرية مبدأً هامًا في تصميم الحدائق والمناظر الطبيعية بالأسطر التالية من رسالة بولس الرسول الرابعة إلى ريتشارد بويل، إيرل بيرلينجتون:
Consult the genius of the place in all;

That tells the waters to rise, or fall;

Or helps th' ambitious hill the heav'ns to scale,

Or scoops in circling theatres the vale;

Calls in the country, catches opening glades,

Joins willing woods, and varies shades from shades,

Now breaks, or now directs, th' intending lines;

Paints as you plant, and, as you work, designs.
وقد وضعت مقالة البابا الأساس لواحد من أكثر المبادئ المتفق عليها على نطاق واسع لهيكل المناظر الطبيعية. وهذا هو المبدأ القائل بأنه ينبغي دائما تكييف تصاميم المناظر الطبيعية مع السياق الذي توجد فيه.
تعد المواضع الأولية والنموذج الأصلي والعبقرية هي المبادئ الأساسية للعقلانية الجديدة. تم تطوير العقلانية الجديدة، التي ابتكرها المهندس المعماري الإيطالي ألدو روسي، في ضوء إعادة تقييم أعمال جوزيبي تيراغني، واكتسبت زخمًا من خلال أعمال جورجيو غراسي. يتميز الأسلوب العقلاني الجديد بأشكاله العامية الأولية والتكيف مع البيئة الحالية، ولديه أتباع يتجاوزون الهندسة المعمارية في عالم الفن الأكبر.
في سياق النظرية المعمارية الحديثة، فإن الأماكن العبقرية لها آثار عميقة على صنع المكان، وتقع ضمن الفرع الفلسفي من «الظواهر». هذا المجال من الخطاب المعماري يتم استكشافه بشكل بارز من قبل المنظر كريستيان نوربرج شولز في كتابه عبقري لوسي: نحو ظاهرة من الهندسة المعمارية.

## الخيال الحديث
تظهر تعديلات المفهوم الأصلي للمكان العبقري في بعض أعمال الخيال الحديث.
وصف توم بومباديل في فيلم سيد الخواتم من قبل الباحث في تولكين توم شيبي بأنه المكان العبقري للغابة القديمة، وهي أرض مشجرة على حدود شاير.
في كتاب الزنزانات والتنانين الطبعة 3.0 (بالإنجليزية: Dungeons and Dragons)، فإن الموضع العبقري عبارة عن طراز خبيث وقوي يحاكي المناظر الطبيعية وليس لديه ذكاء خاص به. يمكن أن يستعبد الزائر بطريقة سحرية، حيث يؤثر عقله على سلوك الموضع العبقري. يتم إنشاؤه تلقائيًا عندما يكون المكان غير معطل لفترة طويلة.
في ملفات دريسدن، المكان العبقري هو روح أساسية للمكان. تمتلك جزيرة ديمونريتش موقعًا عبقريًا خاصًا بها، يُطلق عليه أيضًا اسم ديمونريتش، وهي جزيرة شاملة فيما يتعلق بجزيرتها. يمكن أن تشكل المعالجات اتصالًا روحيًا مع مكان عبقري والمكان الذي يمثله.[بحاجة لمصدر]

## قراءات إضافية
- Patterson, Barry (2005). The Art of Conversation with the Genius Loci. Cappall Bann Books. ISBN:1-86163-169-3.